# 三都镇 (宁德市)
三都镇，是中华人民共和国福建省宁德市蕉城区下辖的一个行政建制镇。

## 行政区划
三都镇下辖以下地区：
都澳社区、海上社区、白匏村、城澳里村、城澳街村、大湾村、斗帽村、松岐村、港口村、寒垅村、黄湾村、鸡公山村、礁头村、礁溪村、介溪村、孟澳村、南澳村、坪岗村、七星村、青澳村、秋竹村、三坪村、外渔潭村、西湖村、虾荡尾村、仙竹村、象溪村、新塘村和渔潭村。

## 图集

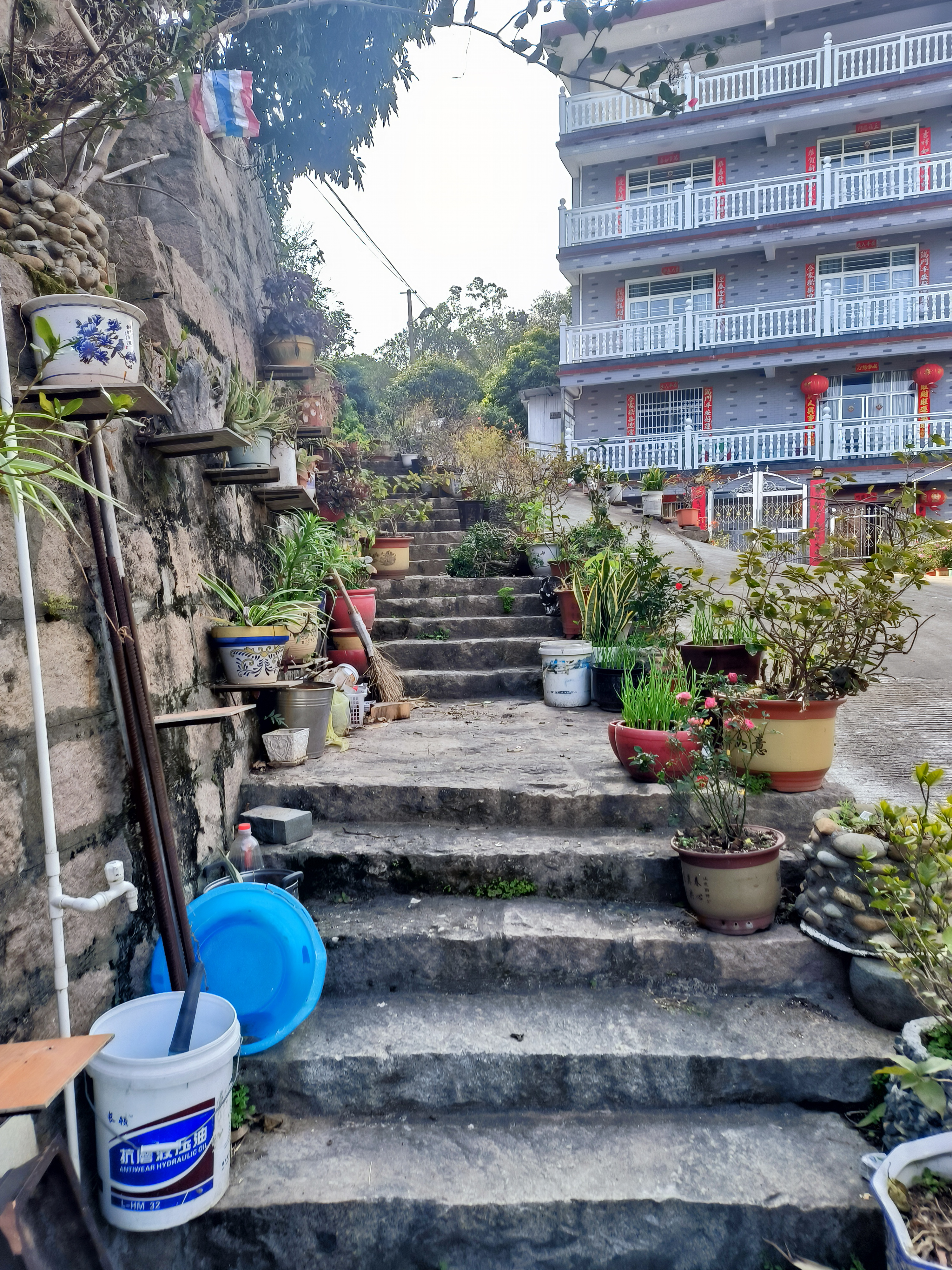
镇区的一处石阶
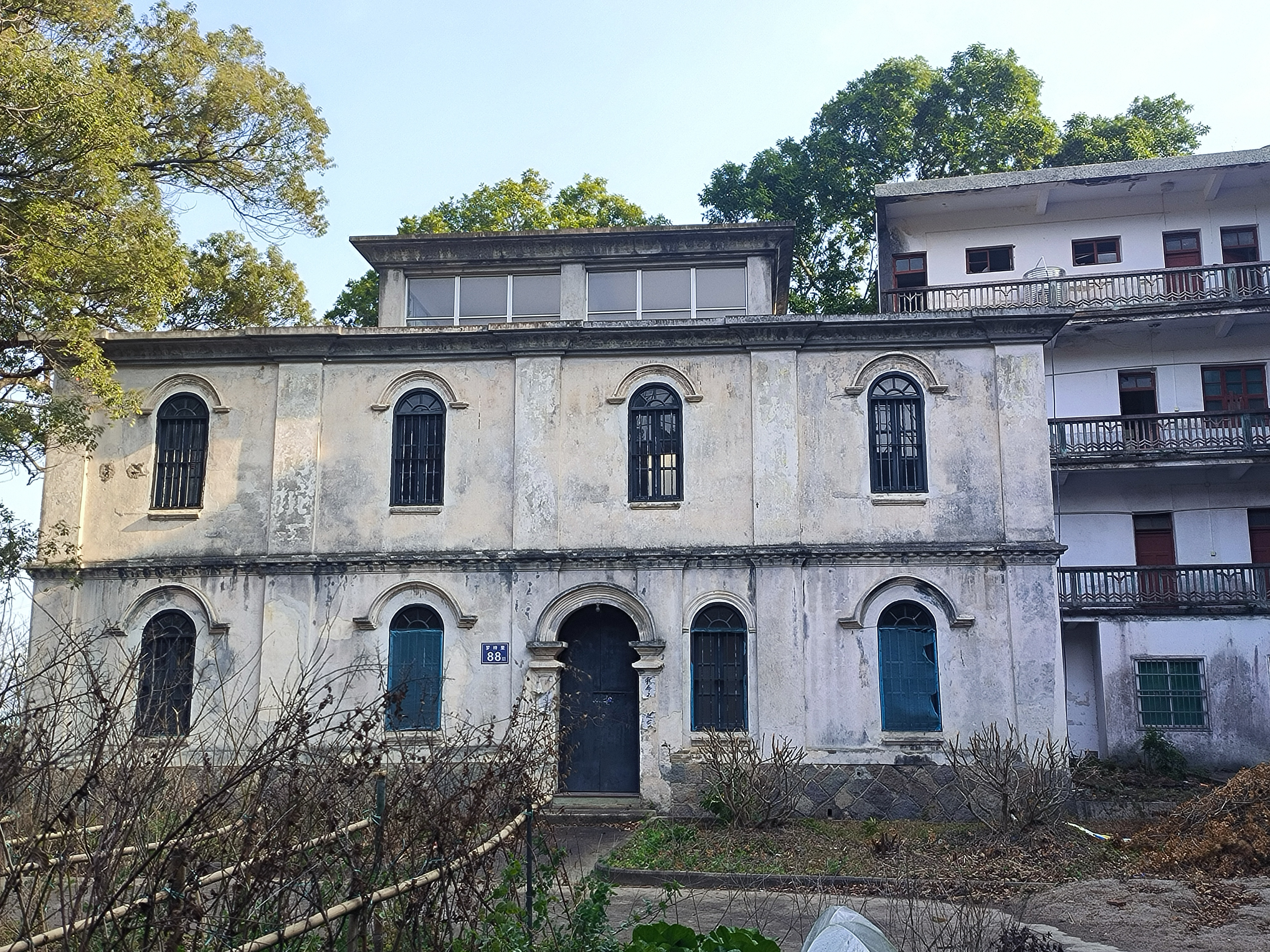
岛上的天主教建筑
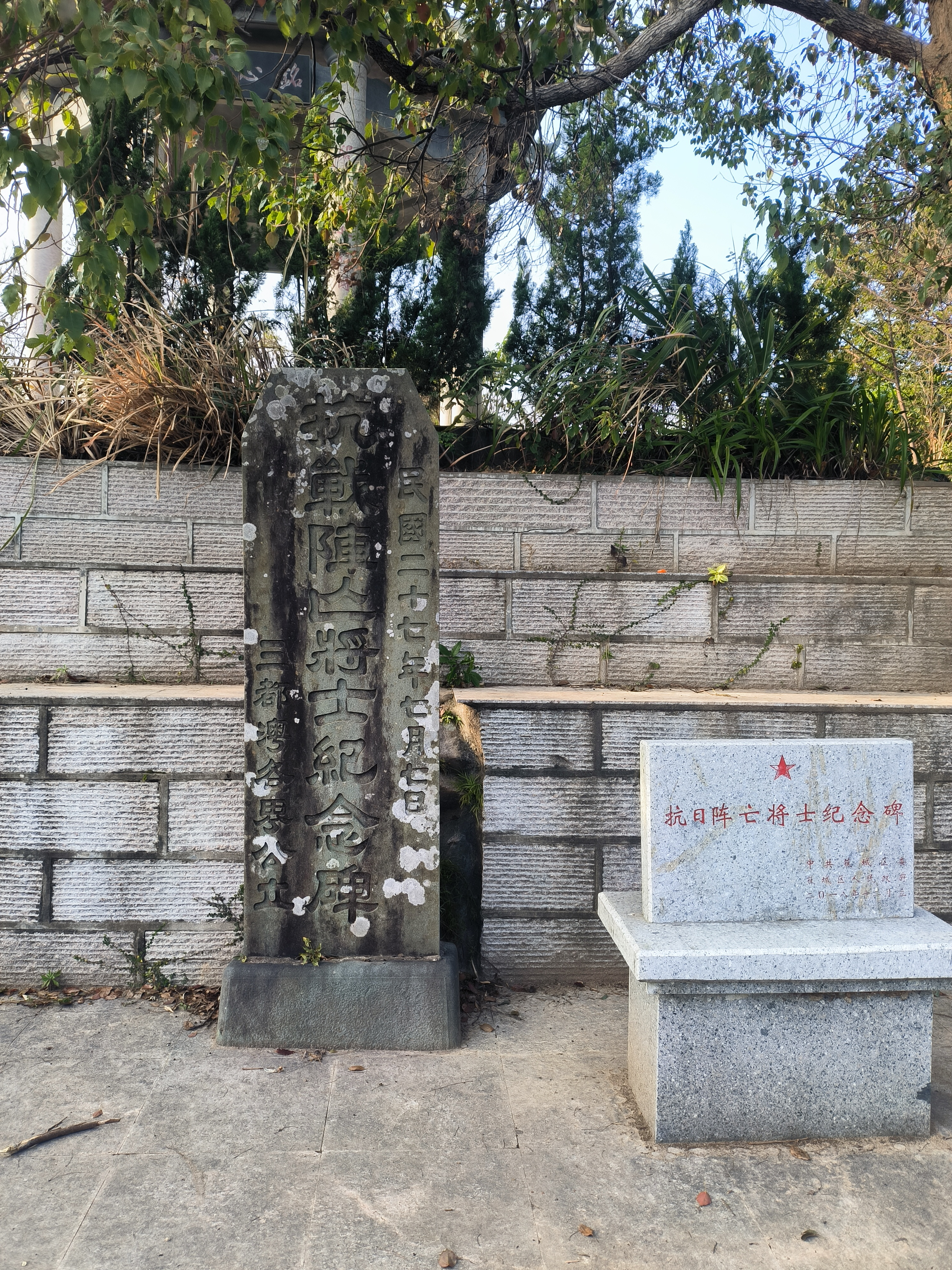
抗战将士阵亡纪念碑
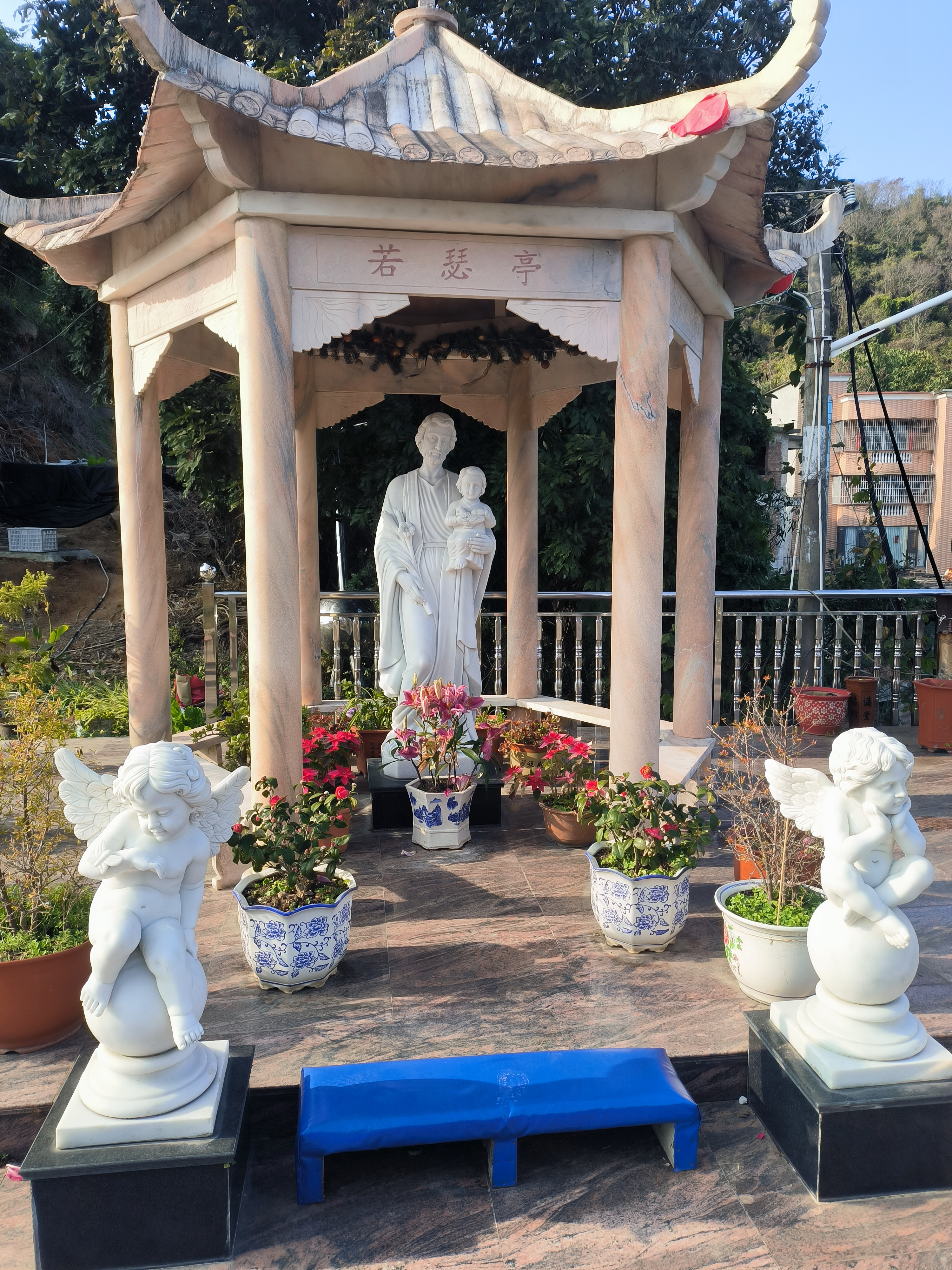
罗厝里修道院前的圣若瑟像